# Chaetacanthidius unifasciatus
Chaetacanthidius unifasciatus là một loài bọ cánh cứng trong họ Cerambycidae.